# 津谷喜一郎
津谷喜一郎（つたに きいちろう、1950年3月5日 - ）。福井県金津町（現あわら市）生まれ。日本の医学者。医学博士。世界保健機関(WHO)医官、東京医科歯科大学助教授、東京大学特任教授などを歴任。臨床薬理学の方法論をベースとして医療技術評価の研究と普及に努め、医薬品の有効性・安全性・経済性の評価、医薬品の適応外使用、コクラン共同計画の日本への紹介、鍼灸や漢方薬を含めた伝統医学の標準化と評価、機能性食品を含めた各種相補医療(complementary medicine) の評価など、つまり種々の医療技術の選択における意思決定を支援するための、質のよいエビデンス（科学的根拠）の作成と普及を専門としている。映画監督の津谷祐司は甥。

## 経歴
- 1968年 福井県立藤島高等学校卒業
- 1972年 東京工業大学工学部経営工学科卒業
- 1979年 東京医科歯科大学医学部卒業
- 1979年 北里研究所付属東洋医学総合研究所・研修医（内科・漢方）
- 1983年 東京医科歯科大学大学院にて臨床薬理学 (指導教授: 佐久間 昭[2][3]) を学び、医学博士
- 1984年 WHO西太平洋地域事務局（マニラ）初代伝統医学担当医官[4]
- 1990年 ハーバード大学公衆衛生大学院・武見国際保健プログラム[5][6]研究員[4]
- 1992年 東京医科歯科大学難治疾患研究所・情報医学研究部門（臨床薬理学）助教授
- 2001年 東京大学大学院薬学系研究科・医薬経済学客員教授
- 2008年 東京大学大学院薬学系研究科・医薬政策学特任教授
- 2015年 東京有明医療大学保健医療学部・特任教授
- 2021年 公益財団法人 生存科学研究所・理事[7]

## 主たる出版物
- 『世界伝統医学大全』 平凡社 1995 1995年度日本翻訳文化賞 受賞 原典 1983
- 『医学統計学の活用：New England Journal of Medicineのエッセンス』 折笠秀樹 共監訳 サイエンティスト社 1995 原典 1986
- 『コクラン共同計画資料集 Version 2.0, September 1997』 別府宏圀 共編 サイエンティスト社 1997
- 『医薬品適応外使用のエビデンス：Evidence of Off-Label Use of Drug』 清水直容 共編 デジタルプレス1999
- 『薬の歴史・開発・使用』 仙波純一 共編著 放送大学教育振興会 2000
- 『システマティク・レビュー： エビデンスをまとめてつたえる』別府宏圀 浜六郎 監訳 サイエンティスト社
- 『EBMのための情報戦略：エビデンスをつくる、つたえる、つかう』 中嶋宏 監修 山崎茂明 坂巻弘之 共編 中外医学社 2000
- 『一般用医薬品と伝統薬の臨床評価』清水直容 共編 デジタルプレス 2001
- 『産学連携の新しい流れ : 創薬から臨床試験まで』 関水和久 岩崎甫 大橋京一 共編 エルセビア・サイエンス 2002
- 『世界の鍼灸コミュニケーション』全日本鍼灸学会国際部 2003
- 『人文社会科学でも実験は可能だ : キャンベル共同計画と政策評価の現状と将来』津富 宏 正木朋也 東京大学大学院薬学系研究科医薬経済学 2003
- 『WHOと伝統医学』 2003
- 『レギュラトリーサイエンスの発展：官・学・産のフォーラムを目指して』内山 充 監修 エルセビア・ジャパン 2004
- 『ランダム化比較試験：100のquestionsに学ぶ』 舟喜光一 共訳 じほう 2004 原典 1998
- 『医薬品の適応外使用：20世紀末のエビデンス』ライフサイエンス出版 2004
- 『くすりとエビデンス「つくる」+「つたえる」』内田英二 共編 中山書店 2005
- 『NIH鍼のコンセンサス形成会議 (1997) 関連資料集』 2005
- 『ファーマコジェネティクス：薬物治療の改善を目指して』 監訳 テクノミック 2005 原典 2005
- 『エビデンスに基づくヘルスケア：ヘルスポリシーとマネージメントの意思決定をどう行うか』 高原亮治 共監訳 エルセビア・ジャパン 2005  原典 2001
- 『くすりギャップ：世界の医薬品問題の解決を目指して』ライフサイエンス出版 2006
- 『くすりをつかう エビデンスをつかう』  内田英二 共編 中山書店 2007
- 『ケーススタディから学ぶ医療政策：エビデンスからポリシーメーキングへ』渡邉裕司 共編　ライフサイエンス出版 2007
- 『薬剤経済学の活用 : 医薬品の経済的エビデンスをつくる・つかう』 Béresniak, Ariel 共編  エルゼビア・ジャパン 2008 原典(仏語) 1996
- 『欧州ジェネリック医薬品市場の持続発展』陸 寿一 共訳 日本ジェネリック製薬協会 2008 原典 2006
- 『臨床研究と疫学研究のための国際ルール集 Part 1, Part 2』中山健夫 共編著 ライフサイエンス出版 2008, 2016
- 『鍼のエビデンス：鍼灸臨床評価論文のアブストラクト増補改訂版』 監訳 医道の日本社 2009
- 『日本で承認されていない薬を安全に使う －コンパッショネート使用制度』寺岡章雄 共著 日本評論社 2011
- 『いろいろな分野のエビデンス：温泉から国際援助までの多岐にわたるRCTやシステマティック・レビュー』 ライフサイエンス出版 2015
- 『食品の機能性表示と世界のレギュレーション』池田秀子, 長澤道行 共訳 薬事日報社 2015 原典 2014
- 『補完代替医療とエビデンス』大野智 共編 医歯薬出版 2016
- 『医薬アクセス：グローバルヘルスのためのフレームワーク』 監訳 明石書店 2017 原典 2008
- 『医療にみる伝統と近代：生きている伝統医学』 長澤道行 共著 明石書店 2018
- 『臨床試験の計画・実施・報告：食品の機能性のエビデンス』 監修 上岡洋晴, 大室弘美, 折笠秀樹 編著 ライフサイエンス出版 2022

## 講演
- 偽薬・プラセボ.  In: 第114回東京大学公開講座 総括テーマ「だます」安田講堂  2011.10.8
- Traditional medicine and health insurance system in Japan  Session: Health Insurance. International Conference for global cooperation in Traditional Medicine (ICTM2022). Seoul, 2 Nov. 2022（５人のspeakerの最初）